# Sucre történelmi óvárosa
Sucre Bolívia alkotmány szerinti fővárosa, Legfelsőbb Bíróság székhelye valamint Chuquisaca tartomány székhelye. A csokoládékülönlegességeiről nevezetes város 1839-ben kapta a nevét Antonio José de Sucre forradalmi vezető után. Sucre 2800 méter magasan fekszik, klímája mérsékelt, gondozott tereinek köszönhetően az ország egyik legszebb városa. A történelmi városrész – mely 1990 óta a világörökség része – a fehér épületeivel, a spanyol koloniális időket idézi.

## Látnivalók
A Casa de la Libertad (a szabadság háza)  épületkomplexumban írták alá 1825. augusztus 6-án az ország függetlenségi nyilatkozatát, miután a spanyolok elleni háború befejeződött. A Múzeumban megtalálható dokumentumok és írásos emlékek bepillantást adnak a gyarmati időszak világába.  az első nemzeti zászlókat és a függetlenséggel kapcsolatos iratokat is itt őrzik.
A La Recolata Kolostort 1601-ben alapították a ferencesek. Belső udvaraiban, melyet kőoszlopos járatok vesznek körül, muskátlival és rózsával díszített kerteket találunk. A felújított kápolnához felvonó vezet, melyekről annak idején a szerzetesek énekei zendültek fel.
A Metropolitán Katedrálisban  a gyarmati és a köztársasági időszakban is egyaránt az amerikai és az európai klasszikus zene volt a meghatározó attrakció. A hely számos értékes műkinccsel büszkélkedhet, melyek néma bizonyítékai annak, hogy a gyarmati időszakban micsoda gazdagság jellemezte a vallási központot.